# Tovomita brevistaminea
Tovomita brevistaminea är en tvåhjärtbladig växtart som beskrevs av Adolf Engler. Tovomita brevistaminea ingår i släktet Tovomita och familjen Clusiaceae. Inga underarter finns listade i Catalogue of Life.